# Cyclopeplus lacordairei
Cyclopeplus lacordairei är en skalbaggsart som beskrevs av Thomson 1868. Cyclopeplus lacordairei ingår i släktet Cyclopeplus och familjen långhorningar.
Artens utbredningsområde är Venezuela. Inga underarter finns listade i Catalogue of Life.